# قصر الكرمل الأثري
قصر الكرمل الأثري، هو موقع أثري يقع جنوب شرق مدينة يطا، على بُعد حوالي 5 كيلومترات منها في فلسطين. يُعتبر هذا القصر تحفة تاريخية ترجع جذورها إلى العصر الروماني الثاني، وقد أثبتت الدراسات الأثرية والحفريات أنه بُني في ذلك الزمن.
يحيط بالقصر كنيسة أثرية اكتُشِفت مؤخرًا، وتتميز بوجود أكبر سجادة فسيفسائية ملونة طبيعيًا على ساحتها، وتُعد هذه التحفة الأثرية نادرة الوجود.

## تاريخياً
عُرف القصر كمسكن للإمبراطورة سنت هيلانة في العصر الروماني. وفي العصور التالية، تحديدًا في العصر البيزنطي، أُحِيط القصر بعناية واستُخدم كمنتجع صيفي لأمراء بني أمية، حيث كانوا يتوجهون إليه للصيد وقضاء أوقات ممتعة.
وعلى مر العصور، اعتُبر القصر مكانًا حيويًا للصليبيين وذلك عندما تولى "ريتشارد قلب الأسد" حمايته على طريق القوافل القادمة من مصر إلى بلاد الشام.

## عمليات التنقيب
في العصر الأردني، شهد القصر عمليات حفر واستخراج للأعمدة والتيجان والفسيفساء الجميلة. وعُثِر على قطعة من العاج على شكل ناي يُعتقد أنها تعود للقرون الوسطى، حيث كانت مزيَّنة بأعمال فنية من الخزف، ونُقِلت إلى المتحف الأردني في عمان.
مؤخرًا، أُجرِيَت حفريات ودراسات لهذا الموقع الأثري من خلال بعثة أثرية تابعة لجامعة القدس بهدف استكشاف مزيدٍ من أسراره وتوثيق تاريخه.

## الحفريات الأثرية الفلسطينية

### حفرية عام 2015
تعتبر حفرية عام 2015م من أهم التنقيبات الأثرية في فلسطين، وقد شكلت النواة الأولى للاهتمام الفلسطيني المحلي في مجال العمل والبحث الأثري في خربة الكرمل. نُفِّذت هذه الحفرية بالتعاون بين المعهد العالي للآثار في جامعة القدس ودائرة الآثار والتراث الثقافي في وزارة السياحة والآثار الفلسطينية.

#### أهداف التنقيبات
تحققت الحفرية من خلال تحقيق ثلاثة أهداف أساسية:
1. الهدف التعليمي والتدريب الميداني: توفير فرصة لطلاب معهد الآثار للتدريب الميداني والاكتساب العملي في عمليات التنقيب الأثري.
2. الهدف البحثي: تسليط الضوء على أهمية خربة الكرمل التاريخية والأثرية والتراثية وتشجيع الباحثين على العمل والبحث في هذا المجال.
3. الهدف التوعوي والتعاون المجتمعي: بناء علاقات تعاونية بين المؤسسات المهتمة بالعمل الأثري والتراثي وتوعية المجتمع المحلي بتاريخ المكان والحفاظ عليه.

#### موقع التنقيبات ونتائجها

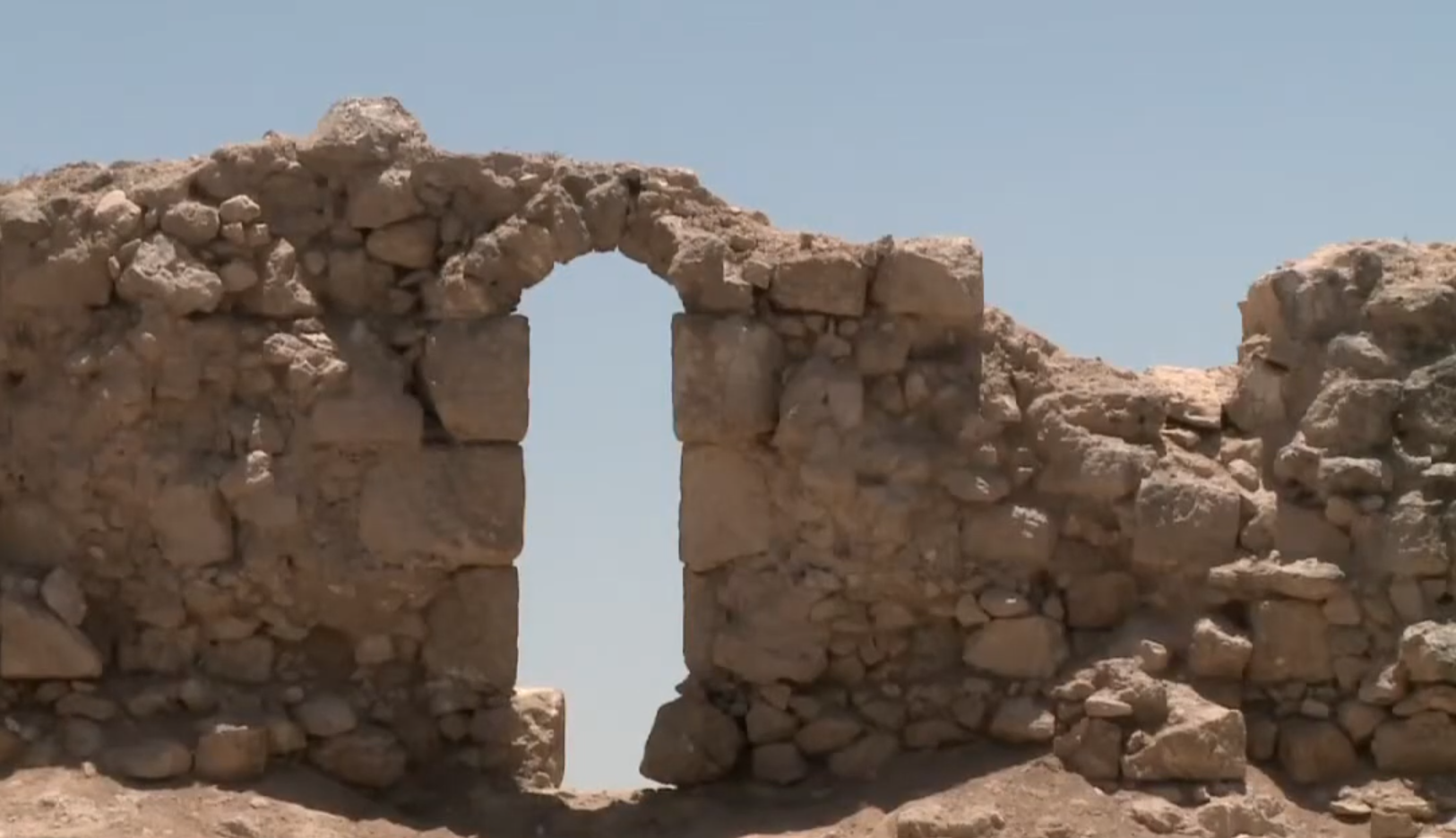
بقايا قصر الكرمل في خربة الكرمل الأثرية

تركزت الحفرية في منطقة الكنيسة البيزنطية الملاصقة للبرج الصليبي (المعروف بإسم القصر لدى السكان المحليين) من الجهة الشرقية. وقد كشفت التنقيبات عن العديد من المعالم الأثرية والمعمارية التي تعود للفترتين البيزنطية والعصور الوسطى.

#### تقسيم الموقع وعمليات التنقيب
قسم الموقع إلى مربعات حسب النظام الشبكي لعمليات الحفر العلمي، وقُسِّم الموقع إلى أربع مناطق حفر أساسية بناءً على الاتجاهات الأربعة بالنسبة للقلعة الصليبية. تم اختيار العمل في منطقة القلعة الشرقية لعدة أسباب منها معرفة مدخل القلعة الشرقي المؤدي إلى الكنيسة، وتحديد أروقة الكنيسة وامتدادها ومعرفة نوعية الحجارة والبناء في الجزءين الغربي والشرقي، وكذلك معرفة العلاقة بين جدار القلعة الغربي والخندق الدفاعي المحيط به.

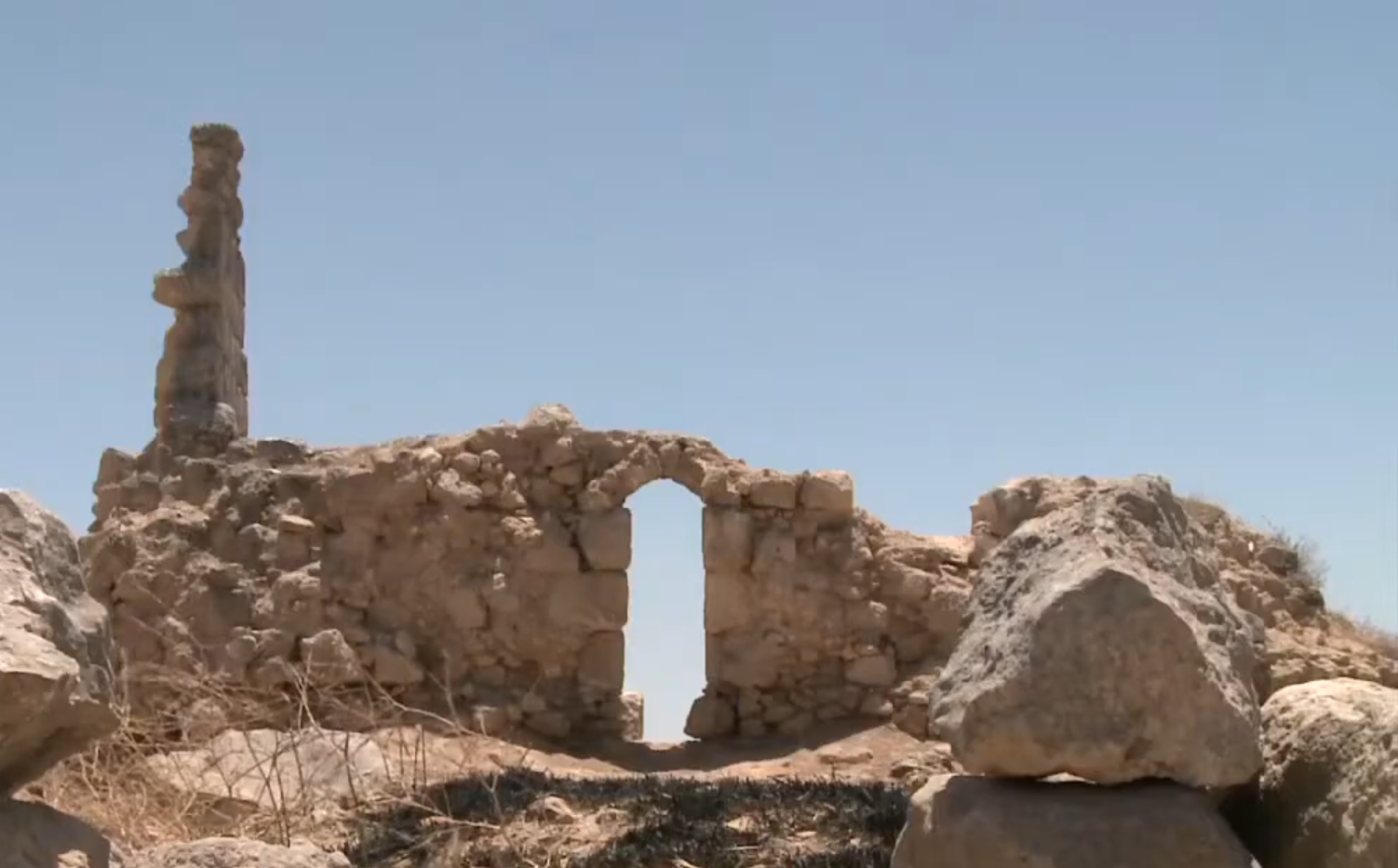
قصر الكرمل الأثري في يطا

تمت هذه الحفرية في الفترة من تاريخ 25 مايو 2015م حتى 15 يونيو 2015م، وأثمرت عن نتائج هامة تساهم في فهم التاريخ والثقافة المحلية وتعزز الجهود المستقبلية للحفاظ على هذا التراث الثقافي القيم.

### حفرية الكرمل 2016
في عام 2016م، أستكمل المعهد العالي للآثار بجامعة القدس بالتعاون مع وزارة السياحة والآثار الفلسطينية التنقيبات الأثرية في موقع خربة الكرمل؛ وذلك كجزء من الموسم الثاني على التوالي.

#### أهم النتائج والاكتشافات
- كُشِف عن سجادة فسيفسائية ملونة على أرضية بيضاء؛ قوامها زخارف هندسية متعددة ومتداخلة بقياسات (140x260) سم.
- اكتشفت أرضية من الفسيفساء البيضاء، وجلبت أغلبها في الجهة الشمالية والشرقية.
- عُثِر على أرضية فسيفساء باللون الأبيض، مكونة من حجارة صغيرة الحجم بقياسات (150x115) سم، وعثر عليها في الجهة الشرقية الشمالية.
- اكتُشفت مجموعة من تيجان أعمدة كورنثية ووُجِدَت فوق أرضية من الفسيفساء.
- عُثِر على عامود من الرخام بطول 64 سم ونصف قطره 20 سم ولونه الأزرق.[3]

#### دراسة الأرضيات الفسيفسائية
دُرست الأرضيات الفسيفسائية التي عُثِر عليها خلال التنقيبات الأثرية في خربة الكرمل لعامي 2015م و 2016م، وقُسِّمت إلى مرحلتين وتمت مقارنتها مع بعضها البعض من حيث الحجم والشكل والطبقة الحضارية التي وُجِدت بها. كما قورنت مع أرضيات فسيفساء موجودة في مناطق أخرى مثل فسيفساء كنيسة خربة اسطابول بالقرب من زيف وفسيفساء في مواقع أخرى في الأردن مثل مادبا وأم الرصاص. الدراسة ساهمت في فهم الأرضيات الفسيفسائية وتحديد فترات تواجدها والتطورات التي شهدتها المنطقة عبر التاريخ.